# Капур, Аеша
Аеша Гуилия Капур (англ. Ayesha Giulia Kapur; род. 13 сентября 1994, Дюссельдорф, Германия) — индийская актриса, дебютировавшая в 2005 году. Лауреат премии Filmfare Awards за роль в фильме «Последняя надежда».

## Биография
Аеша Капур родилась 13 сентября 1994 года. Её мать — немка Жаклин, а отец — индийский бизнесмен Делип Капур, владелец сети магазинов изделий из кожи Hidesign. Также у Аеши есть брат Милан.
В 2005 году Аеша была выбрана на роль слепоглухой девочки Мишель Макнелли в картине «Последняя надежда». Ради съёмок Капур пришлось выучить язык жестов. Режиссёр Санджай Лила Бхансали в видеоинтервью высоко оценил игру юной актрисы: «Маленькая Аеша Капур сыграла просто замечательно. Она стала для меня настоящим открытием». С ним согласились и исполнители главных ролей Амитабх Баччан и Рани Мукерджи. Баччан заметил, что «может показаться, будто это профессиональная актриса, имеющая большой опыт в работе в кино».
Дебютная работа актрисы вызвала положительную реакцию и у критиков. Она удостоилась главной кинематографической премии Индии Filmfare Award за лучшую женскую роль второго плана. Капур стала самым молодым лауреатом этой премии в истории, однако в 2008 году её рекорд был побит Даршилом Сафари.
В 2009 году Капур исполнила главную женскую роль в картине «Сикандар». По словам актрисы, она не стремилась вернуться на экран, но согласилась сыграть в «Сикандаре» после прочтения сценария.
В 2010 году Капур выпустила собственную марку аксессуаров Ayesha.

## Фильмография
| Год  |   | Русское название  | Оригинальное название | Роль                      |
| ---- | - | ----------------- | --------------------- | ------------------------- |
| 2005 | ф | Последняя надежда | Black                 | Мишель Макнелли в детстве |
| 2009 | ф | Сикандар          | Sikandar              | Насрин Бану               |

## Награды и номинации
| Награды и номинации                         | Награды и номинации | Награды и номинации                                       | Награды и номинации | Награды и номинации |
| Награда                                     | Год                 | Категория                                                 | Итог                |                     |
| ------------------------------------------- | ------------------- | --------------------------------------------------------- | ------------------- | ------------------- |
| Filmfare Award                              | 2006                | Лучшая актриса второго плана за фильм «Последняя надежда» | Победа              |                     |
| Премия Международной Индийской Киноакадемии | 2006                | Лучшая актриса второго плана за фильм «Последняя надежда» | Победа              |                     |
| Премия гильдии кинопродюсеров Апсара        | 2006                | Лучшая актриса второго плана за фильм «Последняя надежда» | Победа              |                     |